# Jošito Okubo
Jošito Okubo (japonsko 大久保 嘉人), japonski nogometaš, * 9. junij 1982, Fukuoka, Japonska.
Za japonsko reprezentanco je odigral 60 uradnih tekem in dosegel 6 golov.